# 馬希山
46°26′55.8″N 08°27′44.9″E / 46.448833°N 8.462472°E

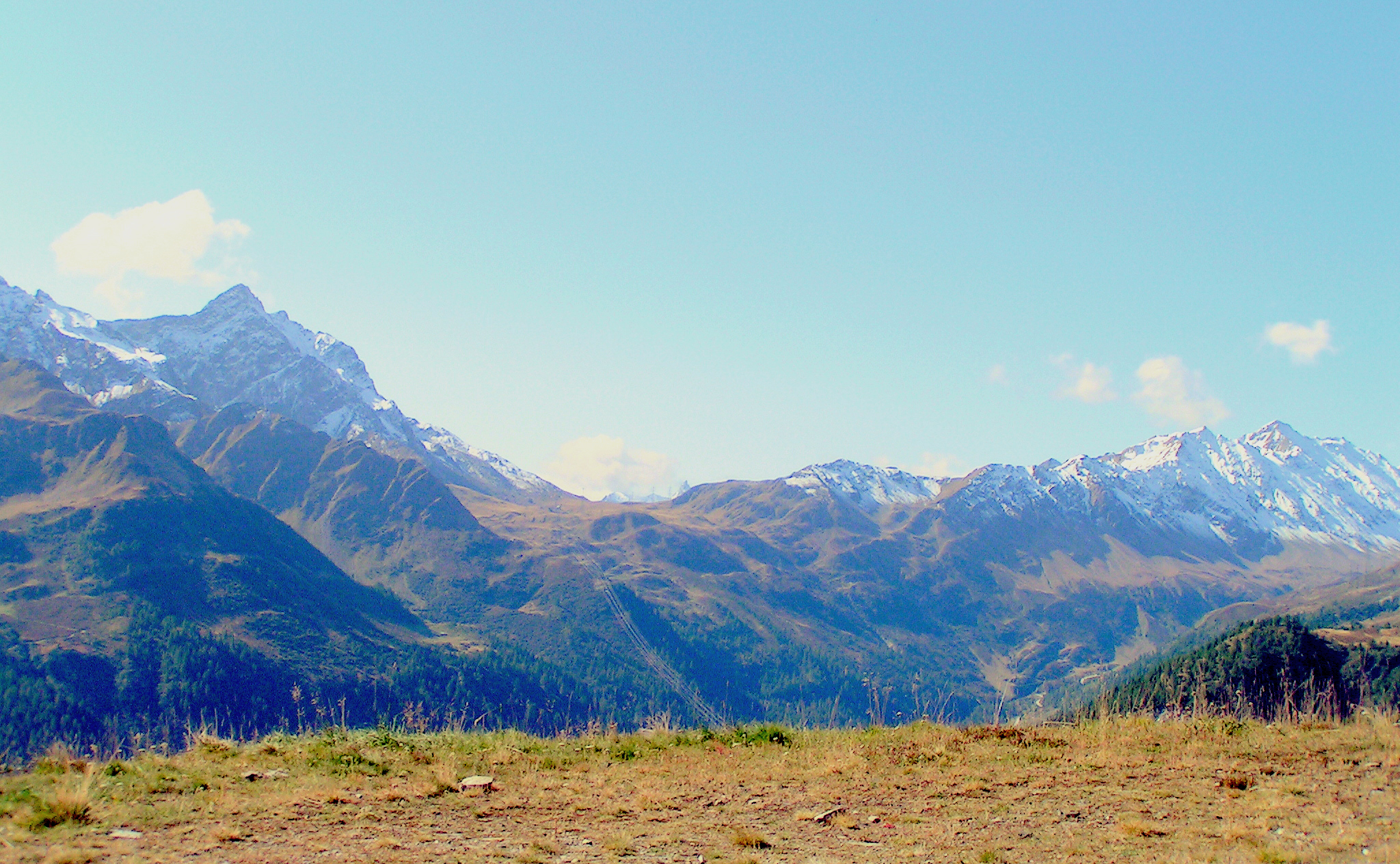

馬希山（義大利語：Marchhorn），是中歐的山峰，位於意大利和瑞士接壤的邊境，屬於勒蓬廷山的一部分，距離伯爾尼100公里，海拔高度2,962米，每年平均降雨量2,204毫米。